# 東灘警察署
東灘警察署（ひがしなだけいさつしょ）は、兵庫県警察が管轄する警察署の一つ。
神戸市東灘区を概ね管轄区域とする。管轄地域の人口は約21万。

## 所在地
- 神戸市東灘区御影中町2丁目3番2号

## 管轄区域
- 神戸市東灘区（神戸水上警察署の管轄区域を除く）

## 沿革
- 1948年（昭和23年）3月 - 旧警察法に基づく自治体警察として、当時の御影町・住吉村・魚崎町の3ヶ町村により、組合警察としての一部事務組合である甲南自治体警察事務組合が設置され、同時に同町村の区域を管轄する甲南警察署を開設。[1]
- 1950年（昭和25年）3月31日 - この日限りで前出の甲南自治体警察事務組合が解散。[1]
- 1950年（昭和25年）4月1日 - 御影町・住吉村・魚崎町が神戸市に編入合併し同町村の区域を以って東灘区が設置されたのに伴い、前日までの甲南自治体警察事務組合・甲南警察署を神戸市が署員共々引き継ぎ、神戸市東灘警察署となる。[1]
- 1950年（昭和25年）10月10日 - 本庄村・本山村が神戸市および東灘区に編入合併したのに伴い、芦屋市との1市2村で組織されていた芦屋警察組合（前日付けで解散）の芦屋警察署から、両村（に相当する地域）の管轄が移管される。[1]
- 1955年（昭和30年）7月1日 - 神戸市警察が兵庫県警察に統合され、兵庫県東灘警察署となる。[1]
- 1970年（昭和45年）10月 - 庁舎の老朽化に伴い、新庁舎の建設開始。完成までは旧・御影町役場を仮庁舎として運用。[1]
- 1971年（昭和46年）9月 - 現在地に現庁舎が完成し移転。[1]

## 交番
- 深江交番 - 深江本町3丁目8-15
- 森交番 - 森南町1丁目6-6
- 岡本交番 - 岡本2丁目6-1
- 田中交番 - 甲南町2丁目8-8
- 青木駅前交番 - 青木6丁目5-1
- 魚崎交番 - 魚崎北町3丁目3-5
- 住吉山手交番 - 住吉本町3丁目11-33
- 呉田交番 - 住吉南町2丁目10-15
- 石屋川交番 - 御影石町2丁目24-4
- 沢ノ井交番 - 御影本町4丁目12-29
- 阪急御影駅前交番 - 御影町御影1525-1
- 鴨子ヶ原交番 - 鴨子ケ原2丁目14-1
- 六甲アイランド交番 - 向洋町中4丁目2-2

## 周辺
- 兵庫県立御影高等学校
- 神戸市立御影中学校
- 神戸市立御影小学校

## アクセス
- JR東海道本線・六甲ライナー 住吉駅から西へ500m
- 阪急神戸線 御影駅から南へ800m
- 阪神本線 御影駅から北へ250m
- 神戸市バス 東灘警察署前バス停、または阪神バス 阪神御影駅北バス停にて下車すぐ
- 国道2号沿い